# Ballana undata
Ballana undata är en insektsart som beskrevs av Delong 1964. Ballana undata ingår i släktet Ballana och familjen dvärgstritar. Inga underarter finns listade i Catalogue of Life.